# Oswaldia solers
Oswaldia solers là một loài ruồi trong họ Tachinidae.